# Undrom
Undrom is een plaats in de gemeente Sollefteå in het landschap Ångermanland en de provincie Västernorrlands län in Zweden. De plaats heeft 89 inwoners (2005) en een oppervlakte van 28 hectare.